# 國盛投資
國盛投資基金有限公司，簡稱國盛投資基金，以及國盛投資（英語：National Investments Fund Limited，港交所除牌前：1227），於2002年由多名投資者創立，前身為「第一亞洲資本投資有限公司」，以及「中國金融產業投資基金有限公司」。
現時業務是投資上市和非上市企業，而股份則在2002年9月27日於港交所主板上市，主席為汪曉峰，總裁為吳子惠。
總部位於香港灣仔港灣道23號鷹君中心14樓1401室。
2022年9月20日上午9時起，聯交所宣布國盛投資因自2021年2月8日起已暫停買賣，而且未能於2022年8月7日或之前復牌，聯交所於是根據《上市規則》第6.01A條將公司除牌。

## 連結
- Irasia.com/listco/hk/nifhk（页面存档备份，存于）